# Rupicapra

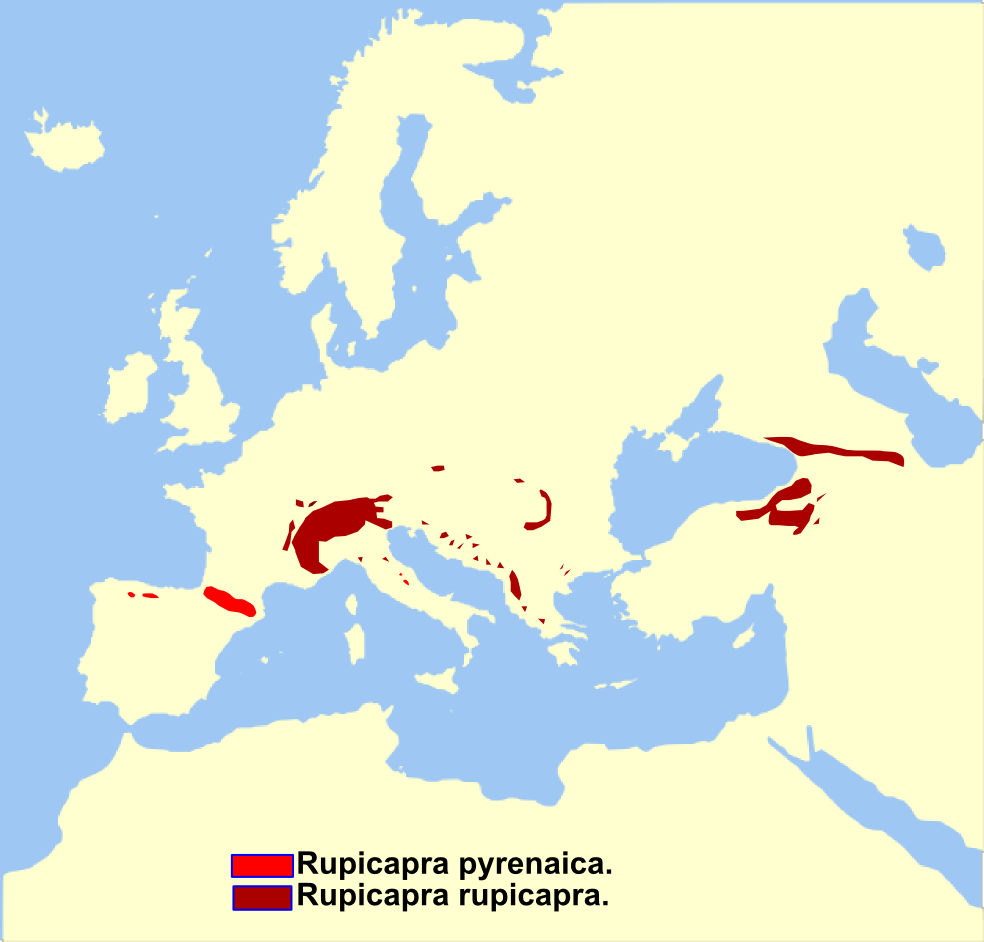
La distribuzione europea delle due specie Rupicapra.

Rupicapra (Blainville, 1816) è un genere della sottofamiglia dei Caprini che comprende le due specie di camoscio (la femmina è detta camozza) esistenti:
- Rupicapra rupicapra (Linnaeus, 1758), il camoscio alpino
- Rupicapra pyrenaica (Bonaparte, 1845), il camoscio pirenaico

In Italia sono presenti entrambe le specie: il camoscio alpino con la sua sottospecie nominale, come indica il nome comune, è diffuso sull'arco alpino; il camoscio pirenaico è presente invece nell'area appenninica centrale con una sottospecie endemica Rupicapra pyrenaica ornata, conosciuta comunemente come camoscio d'Abruzzo o camoscio appenninico.